# Beledugu
Il Beledugu (in francese: Bélédougou) è una regione storica dell'Africa occidentale, situata nell'odierno Mali, e più precisamente compresa nei circondari di Kolokani, Koulikoro e Banamba, e in parte di quello di Nara. Nella lingua bambara il nome significa letteralmente “terra della ghiaia”.
Il Beledugu è una terra arida, situata tra le regioni del Sahel e del Sudan occidentale. Popolato principalmente dall'etnia bambara, gran parte della popolazione rimase fermamente animista, fino a dopo la caduta dell'Impero Bambara nel 1861. 
Nel 1915 fu teatro di una grande rivolta contro la coscrizione forzata francese, guidata da Koumi Diosse Traore.